# Kojata z Drnovic
Kojata z Drnovic († po 1286) byl moravský šlechtic z rodu pánů ze Švábenic.

## Život
Narodil se jako syn Slavibora z Drnovic. Měl staršího bratra Viléma I. z Náměště. V pramenech se poprvé objevil jako svědek na falzu údajně vydaném roku 1269 Přemyslem Otakarem II. Znovu pak Kojata svědčil na listině z 26. listopadu 1279, kdy je uveden s přídomkem „z Drnovic“, stejně jako na listině z 19. prosince 1282, což dokazuje, že vlastnil Drnovice na jižní Moravě. V Drnovicích Kojata možná měl nějakou dnes už zaniklou tvrz. Po roce 1286 se vytratil z pramenů a zřejmě zemřel. Zanechal po sobě syna Viléma II. z Náměště.